# Лара Пулвер
Лара Пулвер (англ. Lara Pulver; нар. 1 вересня 1980, Саутенд-он-Сі, Ессекс, Англія, Велика Британія) — британська акторка, яка відома виконанням ролей Ірен Адлер у серіалі «Шерлок» та Кларіче Орсіні в «Демонах Да Вінчі».

## Життєпис
Народилася в Саутенд-он-Сі, Велика Британія в родині страхового агента та співробітниці банку «Barclays». Її батько — ашкеназі, мама прийняла юдаїзм. Батьки розлучилися, коли дівчинці було одинадцять. У 2000 закінчила Коледж виконавчих мистецтв Дорін Берд.

## Кар'єра
Ще в юні роки приєдналась до Національного молодіжного дитячого театру. На телеекрані дебютувала в 2009, зігравши Ізабеллу в пригодницькому серіалі «Робін Гуд». У 2010—2012 виконувала роль Клаудії Крейн у телепроєкті «Реальна кров». У 2012 та 2014 втілила Ірен Адлер у міні-серіалі «Шерлок». З 2013 по 2015 акторка була в основному складі «Демонів Да Вінчі».
У міні-серіалі «Флемінг» про воєнну кар'єру Яна Флемінга акторка зіграла Енн О'Ніл. У наступні роки Пулвер можна було побачити в фільмах: «На межі майбутнього», «Привиди: Краща доля», «Клаптик туману», «Інший світ: Кровна помста».
У 2016 за участь в мюзиклі «Gypsy» стала лауреаткою премії Лоуренса Олів'є у номінації «Краща акторка допоміжного складу в мюзиклі».

## Особисте життя
З 2003 зустрічалась з американським актором Джошуа Далласом, з яким одружилась у 2007. Церемонія пройшла в Девоні, медовий місяць молодята провели на Мальдівах. У грудні 2011 актор підтвердив інформацію про те, що вони розійшлися.
У 2014 Лара одружилася з британським актором Разой Джеффрі. У 2017 у пари народився син Озіас.

## Фільмографія
| Рік       |    | Українська назва              | Оригінальна назва                  | Роль                          |
| --------- | -- | ----------------------------- | ---------------------------------- | ----------------------------- |
| 2009      | с  | Робін Гуд                     | Robin Hood                         | Ізабелла Торнтон (8 епізодів) |
| 2010      | ф  | Спадщина                      | Legacy                             | Даян                          |
| 2010      | тф | Особливі відносини            | The Special Relationship           | інтерн                        |
| 2010—2012 | с  | Справжня кров                 | True Blood                         | Клодін Крейн (6 епізодів)     |
| 2011      | ф  | Мова розбитого серця          | Language of a Broken Heart         | Вайолет                       |
| 2011      | с  | Привиди                       | Spooks                             | Ерін Воттс (6 епізодів)       |
| 2012      | с  | Підйом                        | Coming Up                          | Аннетт (епізод "Camouflage")  |
| 2012—2014 | с  | Шерлок                        | Sherlock                           | Ірен Адлер (2 епізоди)        |
| 2013—2015 | с  | Демони Да Вінчі               | Da Vinci's Demons                  | Кларіче Орсіні (19 епізодів)  |
| 2013      | с  | Скінс                         | Skins                              | Вікторія (2 епізоди)          |
| 2014      | с  | Флемінг                       | Fleming                            | Енн О'Ніл (4 епізоди)         |
| 2014      | ф  | На межі майбутнього           | Edge of Tomorrow                   | Карен Лорд                    |
| 2015      | ф  | Клаптик туману                | A Patch of Fog                     | Люсі                          |
| 2015      | ф  | Привиди: Краща доля           | Spooks: The Greater Good           | Ерін Воттс                    |
| 2016      | ф  | Інший світ: Кровна помста     | Underworld: Blood Wars             | Семіра                        |
| 2016—2017 | с  | Квантіко                      | Quantico                           | Шарлотта (2 епізоди)          |
| 2017      | с  | Електричні сни Філіпа К. Діка | Electric Dreams                    | Паула (епізод "Real Life")    |
| 2018      | с  | Місто та Місто                | The City and the City              | Катриня (4 епізоди)           |
| 2020      | с  | Алієніст                      | The Alienist                       | Карен Стреттон (5 епізодів)   |
| 2021      | мс | DOTA: Кров дракона            | Dota: Dragon's Blood               | Мірана (24 епізоди)           |
| 2021      | мф | Відьмак: Кошмар Вовка         | The Witcher: Nightmare of the Wolf | Тетра (озвучення)             |
| 2022—2023 | мс | Пантеон                       | Pantheon                           | Кетрін Макдіармід (2 епізоди) |